# Rime (Poliziano)

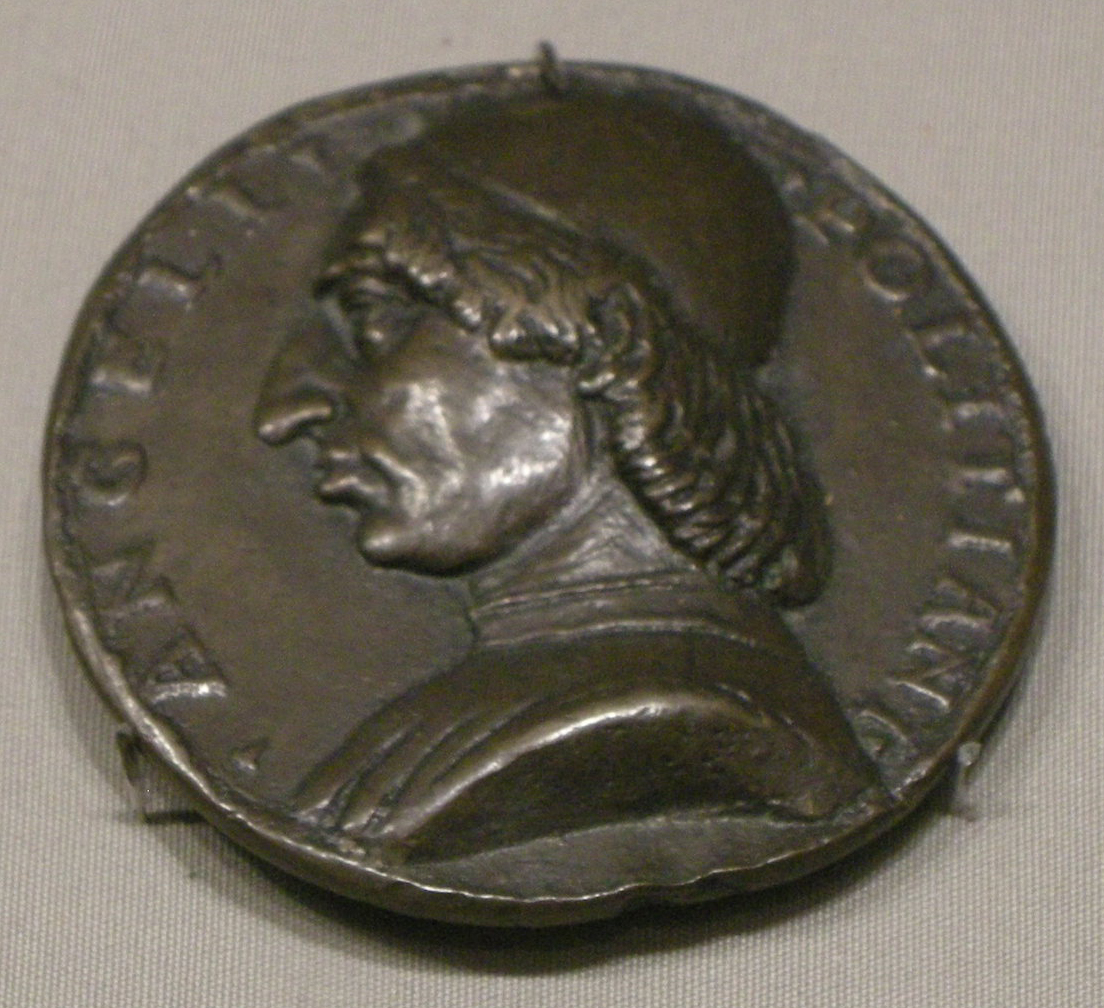
Moneta raffigurante Angelo Poliziano

Con il nome di Rime è nota la raccolta delle poesie in lingua volgare di Angelo Poliziano (1454-1494). I testi inclusi nella silloge, tutti caratterizzati da una forte tendenza popolareggiante, furono composti nella quasi totalità prima del 1480, ma furono pubblicati per la prima volta solo nel 1495, a un anno di distanza dalla scomparsa dello stesso Poliziano. Si tratta, per la maggior parte, di rispetti e canzoni a ballo.
Tra i testi della raccolta si ricordano, in particolare, alcuni «capolavori di grazia e di leggerezza creativa» come i rispetti Che fai tu, Ecco, mentr'io ti chiamo? e Quando penso, amor mio, che 'l giorno è presso e le celebri canzoni a ballo I' mi trovai, fanciulle, un bel mattino e Ben venga maggio.
Le composizioni delle Rime si avvicinano molto ad alcuni testi realizzati contemporaneamente a quelli di Poliziano da Lorenzo de' Medici e Luigi Pulci, per le tendenze popolaresche e l'attenzione per le forme poetiche popolari, passate però al vaglio del raffinatissimo gusto letterario e stilistico dell'autore. Poliziano, che pure ammette nelle sue opere il fiorentino parlato dal popolo, le espressioni gergali ed equivoche, ne tiene però lontane le aperte oscenità che compaiono invece nei testi del Magnifico e di Pulci. Secondo lo storico della letteratura italiana Alberto Asor Rosa, dunque, rispetto a quella dei contemporanei della cerchia medicea, «nella poesia di Poliziano si avvertono una grazia e una leggerezza che appaiono più scorrevoli e spontanee. La maestria dell'autore e il suo elegante spirito letterario hanno la meglio, evidentemente, sull'artificiosità (intesa nel senso di prodotto dell'arte e della cultura acquisita) di questi esperimenti».
Alcuni componimenti sono invece riconducibili al genere, mediano tra letteratura popolare e letteratura colta alessandrina, dell'epigramma, spesso di tema amoroso.